# IC 2980
IC 2980 је елиптична галаксија у сазвјежђу Мува која се налази на листи објеката дубоког неба у Индекс каталогу.
Деклинација објекта је - 73° 41' 6" а ректасцензија 11h 57m 30,0s. Привидна величина (магнитуда) објекта IC 2980 износи 12,4 а фотографска магнитуда 13,4. IC 2980 је још познат и под ознакама ESO 39-5, PGC 37612.